# Agrotis minorata
Agrotis minorata är en fjärilsart som beskrevs av Turati 1924. Agrotis minorata ingår i släktet Agrotis och familjen nattflyn. Inga underarter finns listade i Catalogue of Life.